# Bulgari

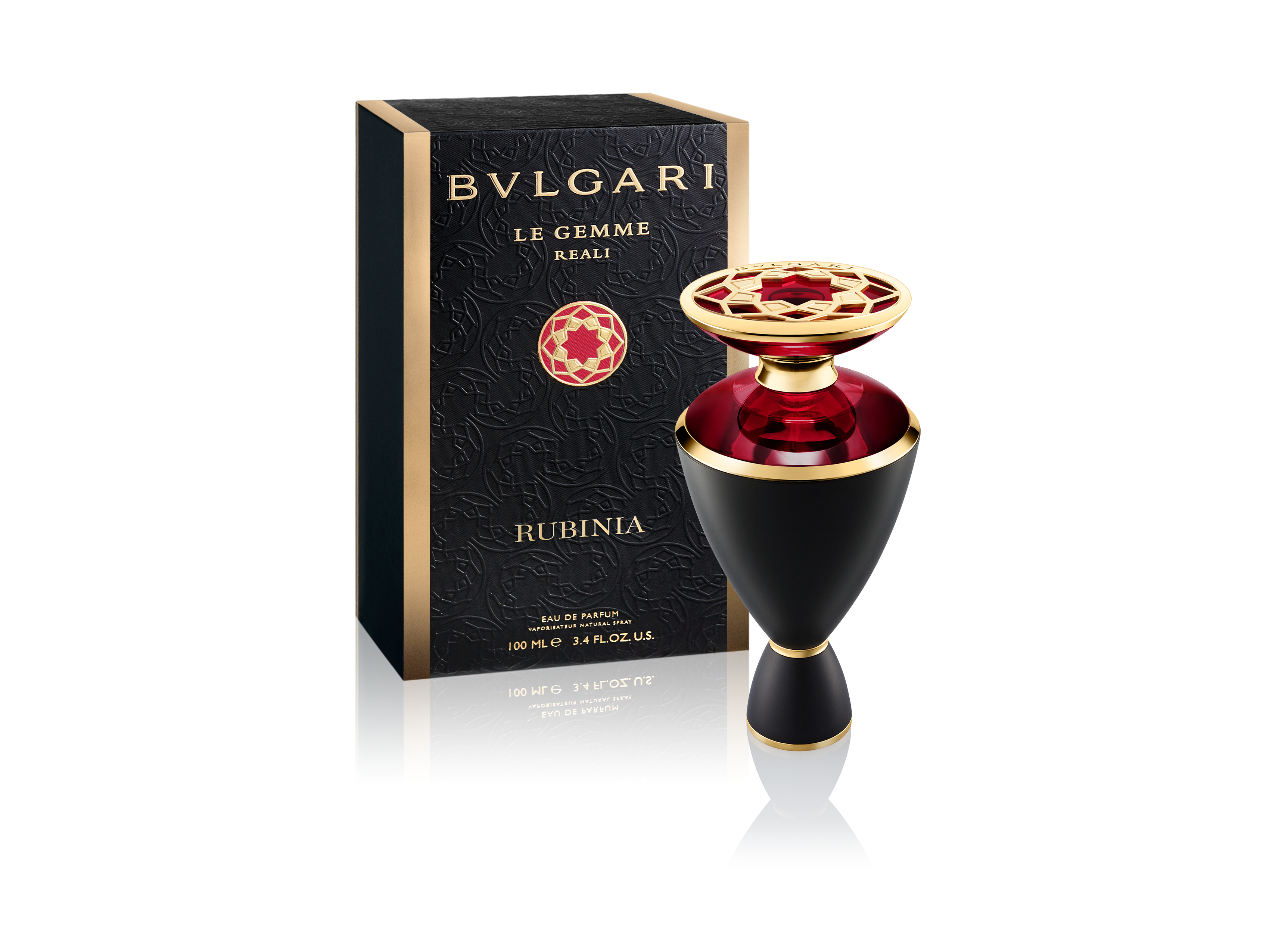
Parfym från Bulgari.

Bulgari, typografiskt BVLGARI, är ett varumärke i modebranschen, framför allt känt för smycken, exklusiva klockor och parfymer. Företaget grundades av greken Sotiris Voulgaris, italianiserat till Sotirio Bulgari, som skapade märket efter att ha flytt till Italien från den grek-turkiska konflikten i Epirus.